# Staticobium tauricum
Staticobium tauricum är en insektsart. Staticobium tauricum ingår i släktet Staticobium och familjen långrörsbladlöss. Inga underarter finns listade i Catalogue of Life.